# Копа Америка у фудбалу за жене 2003.
Копа Америка у фудбалу за жене 2003. (шп. Campeonato Sudamericano de Fútbol Femenino 2003, енгл. 2003 South American Women's Football Championship), то је било тчетврто издање Копа Америка у фудбалу за жене и одредила представника Конмебола за Светско првенство у фудбалу за жене 2003. године.. Турнир је одржан од 9. до 27. априла 2003. године.
Првобитно, такмичење је требало да се одржи од 5. до 16. априла 2002. у Кордоби, Аргентина. Касније је премештен у Перу, за период јануар/фебруар 2003. године, са Лимом и Чинча Алтом као градовима домаћинима, само за групу А и последњу рунду. Аргентина је задржала право домаћина за групу Ц, док је Еквадор именован за домаћина групе Б.
Бразил је четврти пут узастопно освојио турнир, након што је завршио као први у финалној фази такмичења. Такође, Бразилке су се квалификовале се за Светско првенство у фудбалу за жене заједно са Аргентином, која је била вицешампион.

## Градови и стадиони
За турнир су коришћена три места (која се налазе у три различите земље):
| Држава    | Стадион                            | Град  | Капацитет |
| --------- | ---------------------------------- | ----- | --------- |
| Аргентина | Стадион Падре Ернесто Мартеарена   | Салта | 20.408    |
| Еквадор   | Стадион Федеративо Рејна дел Сисне | Лоха  | 14.935    |
| Перу      | Стадион Монументал                 | Лима  | 80.093    |

## Правила
За разлику од претходних турнира, формат овог издања је имао прво коло са три регионалне групе, где су се првопласирани тимови придружили Бразилу (који су се опростили од другог кола након победе у претходном издању) на финалном турниру у Перуу.
Завршни турнир је организован по Бергеровом систему, где је сваки тим одиграо по један меч против сваког од осталих тимова у групи. Два најбоља тима у групи су се квалификовала за Светско првенство у фудбалу за жене 2003. у Сједињеним Државама.
За победу су додељена три бода, за реми један бод, а за пораз нула поена.
Правила нерешеног резултата
Ако тимови заврше са изједначеним бројем поена, користе се следећа правила:
1. Већи број бодова у свим утакмицама у групи
2. Гол разлика у свим утакмицама у групи
3. Већи број постигнутих голова у свим утакмицама у групи
4. Непосредни резултати
5. Извлачење жреба од стране Организационог одбора Конмебола

### Групна фаза
| Објашњење за боје у групној табели | Објашњење за боје у групној табели                    |
| ---------------------------------- | ----------------------------------------------------- |
|                                    | Победници група и другопласирани пролазе у полуфинале |

### Група А
- Све утакмице су игране у Лими, Перу.
- Сва времена су локална UTC-5.

| Екипа    | Ута | Поб | Нер | Изг | ГД | ГП | ГР | Бод |
| -------- | --- | --- | --- | --- | -- | -- | -- | --- |
| Перу     | 2   | 2   | 0   | 0   | 5  | 2  | +3 | 6   |
| Боливија | 2   | 1   | 0   | 1   | 8  | 4  | +4 | 3   |
| Чиле     | 2   | 0   | 0   | 2   | 2  | 9  | –7 | 0   |

| Перу                                             | 3 : 1    | Боливија           |
| ------------------------------------------------ | -------- | ------------------ |
| Глорија Салинас 18’, 70’ (пен.) · Марта Мори 55’ | Извештај | Мајте Заморано 34’ |

| Боливија | 7 : 1    | Чиле                       |
| --- | -------- | -------------------------- |
| Мајте Заморано 13’, 20’, 43’ · Дејзи Марианела Морено 54’ · Елизабет Перез 56’ · Ширли Перез 62’ · Марија Тереза Урхел 77’ | Извештај | Анхелина Галвез 90’ (пен.) |

| Перу                                    | 2 : 1    | Чиле              |
| --------------------------------------- | -------- | ----------------- |
| Лорена Босманс 51’ · Мирјам Тристан 80’ | Извештај | Марија Кастро 44’ |

#### Група Б
- Све утакмице су игране у Лоха, Еквадор.
- Сва времена су локална UTC-5.

| Екипа     | Ута | Поб | Нер | Изг | ГД | ГП | ГР  | Бод |
| --------- | --- | --- | --- | --- | -- | -- | --- | --- |
| Колумбија | 2   | 1   | 1   | 0   | 9  | 1  | +8  | 4   |
| Еквадор   | 2   | 1   | 1   | 0   | 3  | 1  | +2  | 4   |
| Венецуела | 2   | 0   | 0   | 2   | 0  | 10 | –10 | 0   |

| Еквадор              | 2 : 0    | Венецуела |
| -------------------- | -------- | --------- |
| Венди Виљон 71’, 90’ | Извештај |           |

| Колумбија | 8 : 0    | Венецуела |
| --- | -------- | --------- |
| Сандра Валенсија 10’, 86’ · Нелија Имбачи 33’ · Соња Миранда 49’ · Анхела Андреја Гарзон 58’, 59’ · Клаудија Гуитарез 80’ · Паулина Мунера 90’ | Извештај |           |

| Еквадор          | 1 : 1    | Колумбија            |
| ---------------- | -------- | -------------------- |
| Гретел Кампи 45’ | Извештај | Сандра Валенсија 46’ |

#### Група Ц
- Све утакмице су игране у Салти, Аргентина.
- Сва времена су локална UTC-3.

| Екипа     | Ута | Поб | Нер | Изг | ГД | ГП | ГР  | Бод |
| --------- | --- | --- | --- | --- | -- | -- | --- | --- |
| Аргентина | 2   | 2   | 0   | 0   | 11 | 0  | +11 | 6   |
| Парагвај  | 2   | 1   | 0   | 1   | 3  | 4  | –1  | 3   |
| Уругвај   | 2   | 0   | 0   | 2   | 1  | 11 | –10 | 0   |

| Аргентина                                       | 3 : 0    | Парагвај |
| ----------------------------------------------- | -------- | -------- |
| Алехандра Хименез 41’ · Марисол Медина 65’, 72’ | Извештај |          |

| Уругвај          | 1 : 3    | Парагвај                                                 |
| ---------------- | -------- | -------------------------------------------------------- |
| Џесика Лемос 27’ | Извештај | Франсиска Агверо 11’ · Нађа Родас 56’ · Росана Роман 72’ |

| Аргентина | 8 : 0    | Уругвај |
| --- | -------- | ------- |
| Алехандра Хименез 5’ · Наталија Гати 32’ · Карина Алвариза 35’ (пен.), 79’ · Марисол Медина 46’, 49’, 51’, 81’ | Извештај |         |

### Финална фаза
- Све утакмице су игране у Лими, Перу.
- Сва времена су локална UTC-5.

| Екипа     | Ута | Поб | Нер | Изг | ГД | ГП | ГР  | Бод |
| --------- | --- | --- | --- | --- | -- | -- | --- | --- |
| Бразил    | 3   | 3   | 0   | 0   | 18 | 2  | +16 | 9   |
| Аргентина | 3   | 1   | 1   | 1   | 6  | 6  | 0   | 4   |
| Колумбија | 3   | 1   | 0   | 2   | 3  | 15 | –12 | 3   |
| Перу      | 3   | 0   | 1   | 2   | 1  | 5  | –4  | 1   |

| Бразил                             | 3 : 2    | Аргентина                               |
| ---------------------------------- | -------- | --------------------------------------- |
| Катја 1’ · Претиња 7’ · Росана 54’ | Извештај | Наталија Гати 49’ · Аналија Алмеида 71’ |

| Перу | 0 : 1    | Колумбија            |
| ---- | -------- | -------------------- |
|      | Извештај | Сандра Валенсија 18’ |

| Колумбија                                        | 2 : 3    | Аргентина                                                 |
| ------------------------------------------------ | -------- | --------------------------------------------------------- |
| Лејди Каролина Ордоњез 5’ · Сандра Валенсија 33’ | Извештај | Росана Гомез 25’ · Карина Алвариза 43’ · Мариса Герез 71’ |

| Бразил                                | 3 : 0    | Перу |
| ------------------------------------- | -------- | ---- |
| Формига 26’ · Претиња 30’ · Марта 53’ | Извештај |      |

| Бразил | 12 : 0   | Колумбија |
| --- | -------- | --------- |
| Претиња 7’, 15’ · Формифа 22’ · Марта 34’, 50’, 70’ (пен.) · Катја 42’, 44’, 74’, 82’, 89’ · Кристиана 80’ | Извештај |           |

| Перу              | 1 : 1    | Аргентина          |
| ----------------- | -------- | ------------------ |
| Адриана давила 7’ | Извештај | Марисол Медина 88’ |

 Бразил је освојио турнир и квалификовао се за Светско првенство у фудбалу за жене 2003. заједно са другопласираном  Аргентина.

## Статистика

### Голгетерке
7. голова
- Марисол Медина

6. голова
- Катја СиленТеиксеира да Силва

5. голова
- Сандра Валенсија

### Финална табела
| Поз                      | Екипа     | Ута | Поб | Нер | Изг | ГД | ГП | ГР  | Бод |
| ------------------------ | --------- | --- | --- | --- | --- | -- | -- | --- | --- |
| 1                        | Бразил    | 3   | 3   | 0   | 0   | 18 | 2  | +16 | 9   |
| 2                        | Аргентина | 5   | 3   | 1   | 1   | 17 | 6  | +11 | 10  |
| 3                        | Колумбија | 5   | 2   | 1   | 2   | 12 | 16 | –4  | 7   |
| 4                        | Перу      | 5   | 2   | 1   | 2   | 6  | 7  | –1  | 7   |
| Елиминисани у првом колу |           |     |     |     |     |    |    |     |     |
| 5                        | Еквадор   | 2   | 1   | 1   | 0   | 3  | 1  | +2  | 4   |
| 6                        | Боливија  | 2   | 1   | 0   | 1   | 8  | 4  | +4  | 3   |
| 7                        | Парагвај  | 2   | 1   | 0   | 1   | 3  | 4  | –1  | 3   |
| 8                        | Чиле      | 2   | 0   | 0   | 2   | 2  | 9  | –7  | 0   |
| 9                        | Уругвај   | 2   | 0   | 0   | 2   | 1  | 11 | –10 | 0   |
| 10                       | Венецуела | 2   | 0   | 0   | 2   | 0  | 10 | –10 | 0   |